# Station Dęblin
Station Dęblin is een spoorwegstation in de Poolse plaats Dęblin.